# Numéro de sécurité sociale aux États-Unis
Pour les articles homonymes, voir Numéro de sécurité sociale.

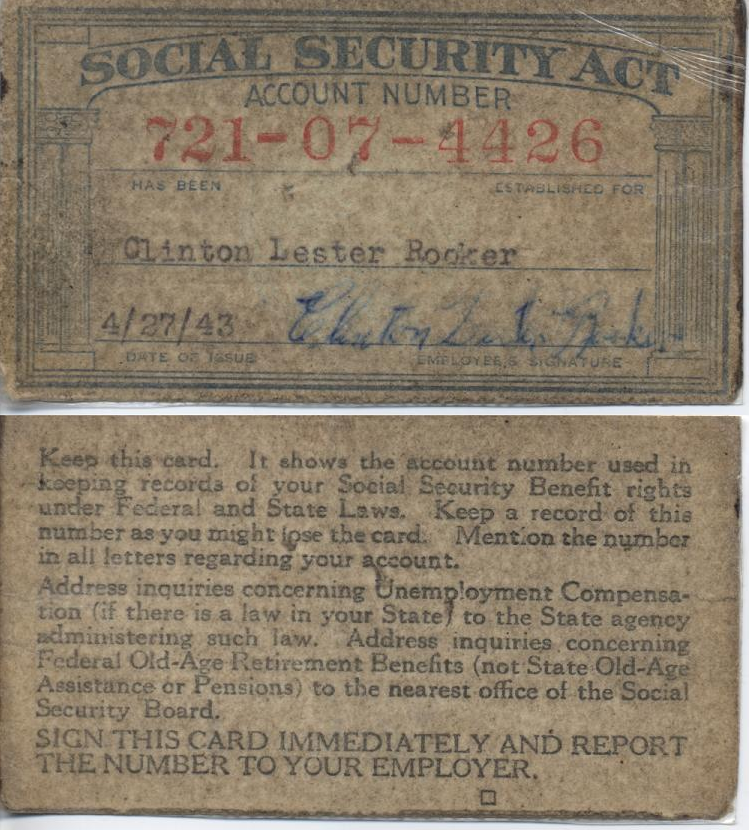
Une carte de Social Security émise par le Railroad Retirement Board en 1943 d'une personne aujourd'hui décédée).

Aux États-Unis, un numéro de sécurité sociale (en anglais : Social Security number, SSN) est un numéro à neuf chiffres émis à chaque citoyen, résident permanent ou travailleur temporaire selon la section 205(c)(2) du Social Security Act. L'émission de cet identifiant relève du Social Security Administration, une agence du gouvernement fédéral. Même si son but premier est l'identification des individus aux fins de la  Social Security (« sécurité sociale »), le SSN est devenu de facto un numéro d'identification national pour la fiscalité et d'autres activités aux États-Unis.